# Classe Cannon

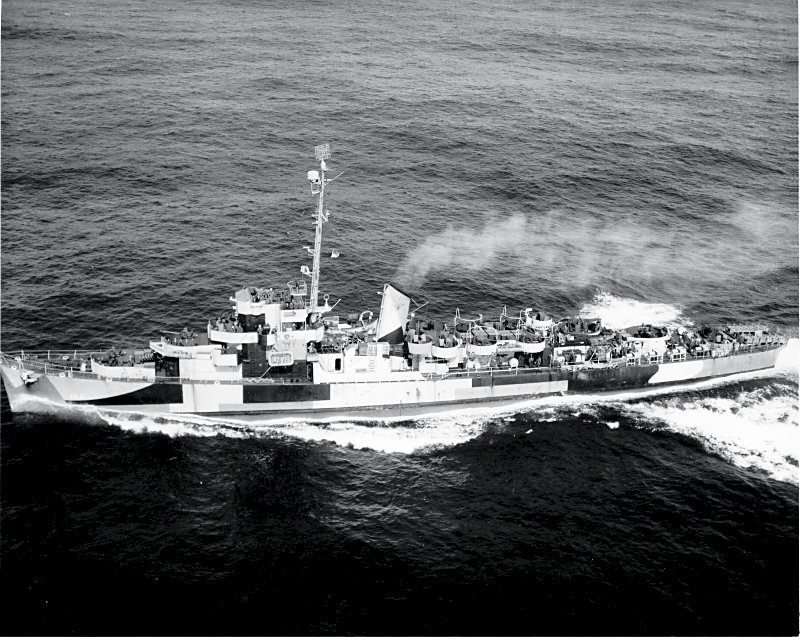
Il cacciatorpediniere Atherton ultimo Cannon ancora in servizio

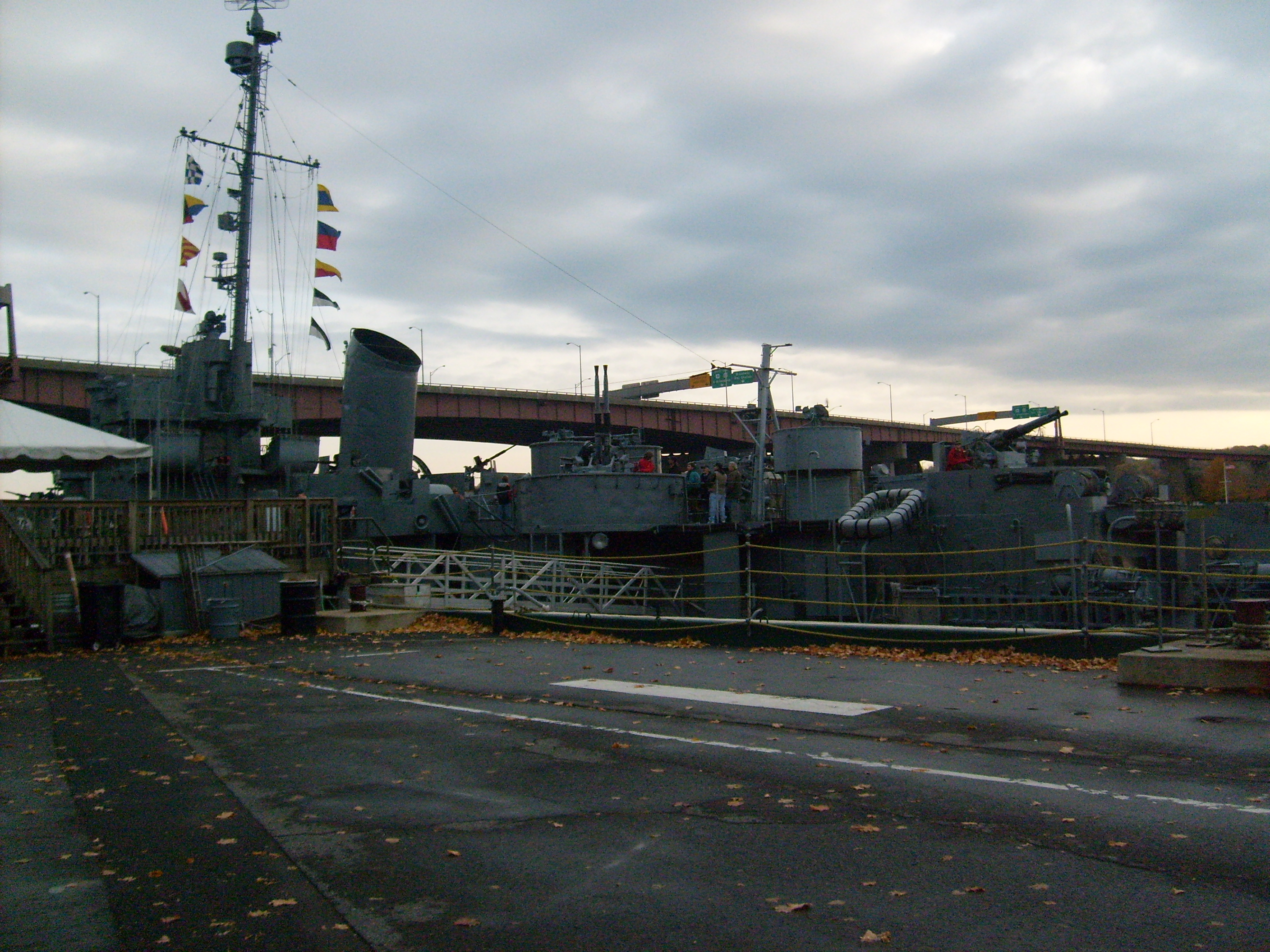
Il cacciatorpediniere Slater nave museo

La classe Cannon, detta anche classe Bostwick, era una classe di cacciatorpediniere di scorta della United States Navy costruiti durante il secondo conflitto mondiale.
Le unità di questo tipo, più leggere rispetto ai cacciatorpediniere di squadra, erano concepite per compiti di seconda linea, con un dislocamento superiore a quello delle normali corvette e fregate, con una velocità massima di circa 25 nodi, prive di armamento pesante e dotate di apparato motore meno potente in quanto queste unità non dovevano tenere la velocità massima di circa 30 nodi delle unità di squadra, ma quella di ben più lenti convogli, fino ad un massimo di 22 nodi circa.

## Storia
Le unità ordinate furono in totale 116, ma per 44 unità l'ordine venne cancellato e sei navi inizialmente costruite per la US Navy vennero allestite per le forze navali della Francia libera durante la loro costruzione, mentre altre otto durante il conflitto vennero consegnate alla Marinha do Brasil. Al termine del conflitto le unità rimasero in servizio nella Marine nationale e nella Marinha do Brasil ed una nave brasiliana, la Bauru, andata in disarmo nel 1972 e radiata nel 1981 è stata preservata come nave museo.
Successivamente alcune di queste navi vennero cedute dopo il conflitto a varie marine, tra cui quella italiana, nel quadro di un programma di collaborazione militare, denominato Mutual Defense Assistance Program. Una delle unità della classe, lo USS Slater è conservata al museo navale dell'Hudson ad Albany nello stato di New York, tornata negli Stati Uniti dopo essere stata ceduta nel 1951 alla Grecia dove è rimasta in servizio, con il nome Aetos, fino al 7 marzo 1991 ed iscritta nel registro delle navi storiche dal 7 maggio 1998; era stata l'ultima unità di questa classe ad essere costruita e durante il conflitto accettò la resa del sommergibile tedesco U 234. Oltre che nave museo, l'unità è apparsa in alcune pellicole: I cannoni di Navarone e I Alíki sto Naftikó, entrambi del 1961, nel periodo in cui era in servizio nella Marina Greca e nell'agosto 2008 parte della pellicola giapponese Orion in Midsummer è stato girato a bordo della nave, oltre a varie apparizioni in alcuni documentari di History Channel.
Lo USS Eldridge, altra nave di questa classe, in seguito ceduta alla Grecia e ribattezzata Leon, secondo una leggenda metropolitana sarebbe stata coinvolta nell'Esperimento di Filadelfia.
Una nave di questa classe è ancora oggi in servizio: si tratta della USS Atherton in servizio dal 1975 nella marina delle Filippine con il nome Rajah Humabon, dopo che era stata in servizio nella marina giapponese dal 1955; si tratta di una delle più vecchie navi da guerra in servizio ed è ancora oggi l'ammiraglia delle forze navali delle Filippine.

## Unità in servizio con altre marine

### Durante la seconda guerra mondiale
Francia libera - Forces navales françaises libres
- USS Corbesier (DE-106) - ribattezzato Sénégalais e successivamente Yser nel 1962; in servizio fino al 1964
- USS Cronin (DE-107) - ribattezzato Algérien e successivamente Oise nel 1962; in servizio fino al 1965
- USS Corsley (DE-108) - ribattezzato Tunisien; in servizio fino al 1964
- USS Marocain (DE-109) - ribattezzato Marocain; in servizio fino al 1964
- USS Hova (DE-110) - ribattezzato Hova; in servizio fino al 1964
- USS Somali (DE-111) - ribattezzato Somali; in disarmo nel 1956 utilizzato come vascello sperimentale e ribattezzato Arago nel 1968

 Brasile - Marinha do Brasil

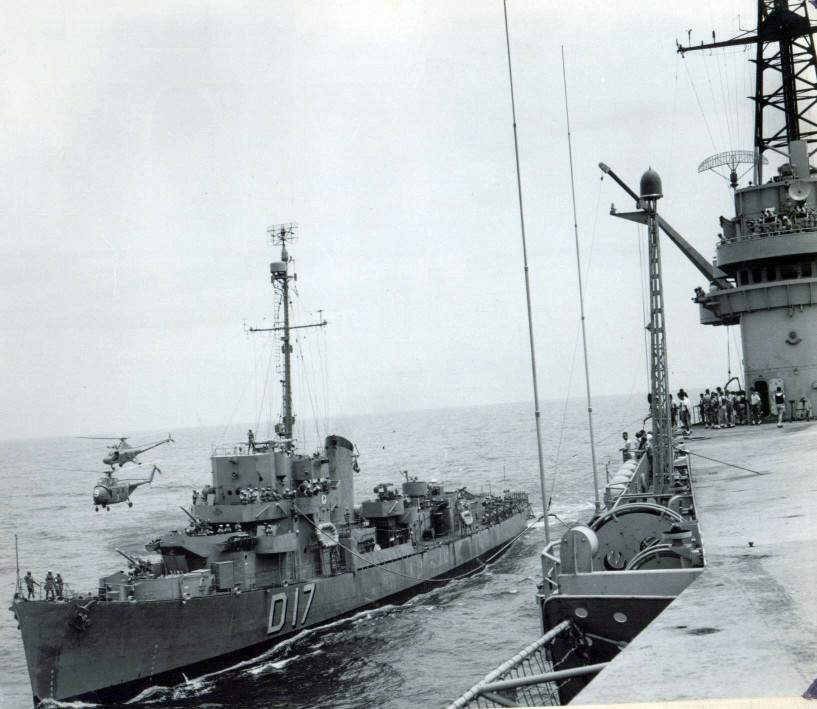
Il Baependi ex Cannon

- USS Alger (DE-101) - ribattezzato Babitonga (D-16)[7]
- USS Cannon (DE-99) - ribattezzato Baependi (D-17)
- USS Christopher (DE-100) - ribattezzato Benevente (D-20)
- USS Herzog (DE-178) - ribattezzato Beberibe (D-19)
- USS Marts (DE-174) - ribattezzato Bocaina (D-22)
- USS McAnn (DE-179) - ribattezzato Bracui (D-23)
- USS Pennewill (DE-175) - ribattezzato Bertioga (D-21)
- USS Reybold (DE-177) - ribattezzato Bauru (D-18)

### Dopo la seconda guerra mondiale
Francia - Marine nationale
- USS Baker (DE-190) - ribattezzato Malgache (F724); (1952-1969)
- USS Bright (DE-747) - ribattezzato Touareg (F721); (1950-1960)
- USS Cates (DE-763) - ribattezzato Soudanais (F722); (1950-1959)
- USS Clarence L. Evans (DE-113) - ribattezzato Berbère (F723); (1952-1960)
- USS Riddle (DE-185) - ribattezzato Kabyle (F718); (1950-1959)
- USS Samuel S. Miles (DE-183) - ribattezzato Arabe (F717); (1950-1968)
- USS Swearer (DE-186) - ribattezzato Bambara (F719); (1950-1959)
- USS Wingfield (DE-194) - ribattezzato Sakalave (F720); (1950-1960)

 Uruguay
- USS Baron (DE-166) - ribattezzato Uruguay (DE-1); in servizio 1952-1990
- USS Bronstein (DE-189) - ribattezzato Artigas (DE-2); in servizio 1952-1988

 Grecia

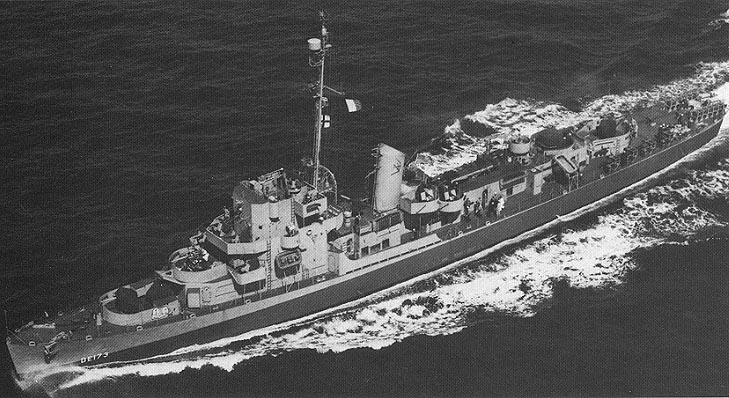
lUSS Eldridge

- USS Eldridge (DE-173) - ribattezzato Leon (D-54); in servizio 1951-1992
- USS Slater (DE-766) - ribattezzato Aetos (D-01); in servizio 1951-1991
- USS Ebert (DE-768) - ribattezzato Ierax (D-31); in servizio 1951-1991
- USS Garfield Thomas (DE-193) - ribattezzato Panthir (D-67); in servizio 1951-1992

 Giappone

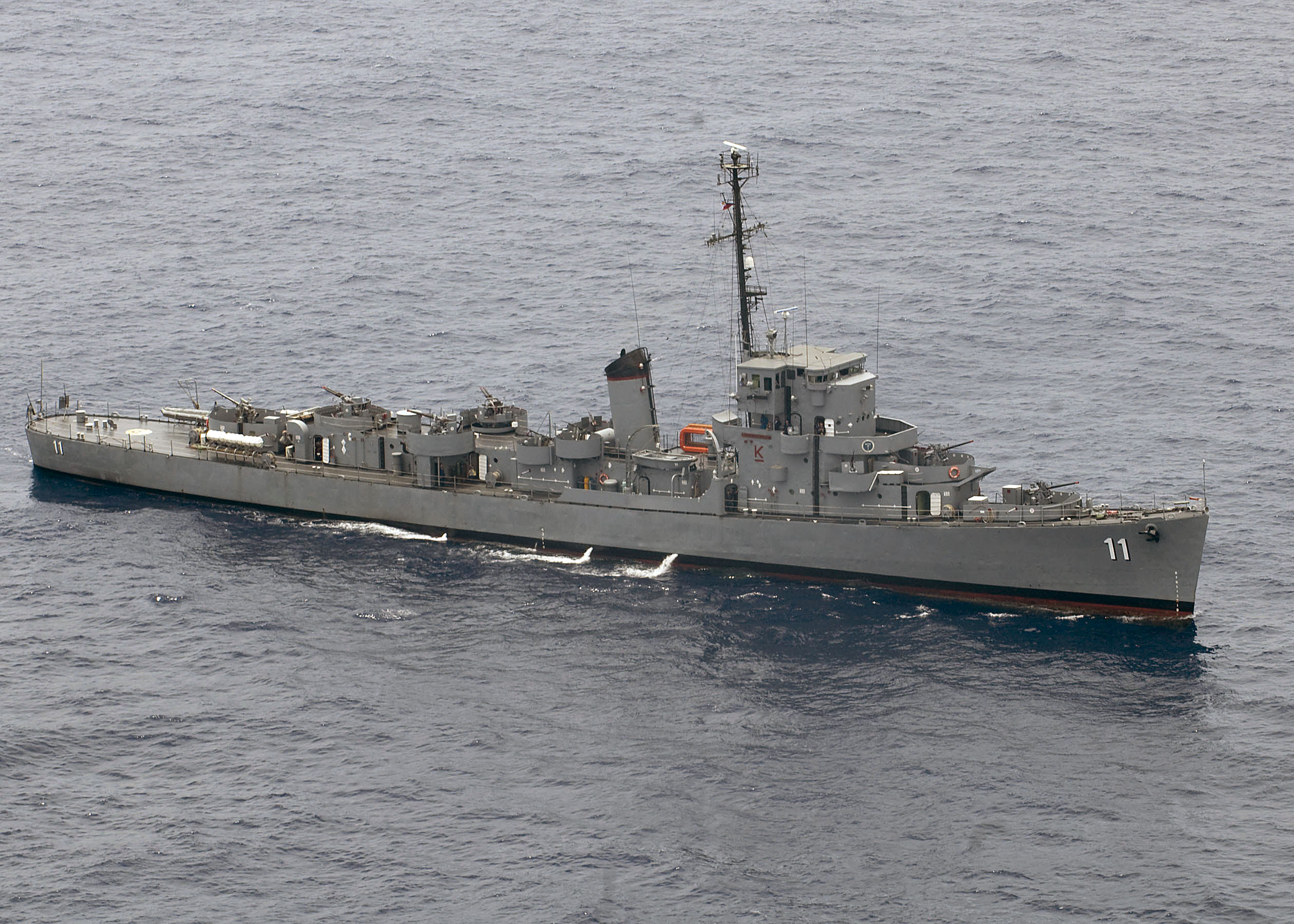
BRP Rajah Humabon (PF-11) ultimo Cannon rimasto in servizio

- USS Amick (DE-168) - ribattezzato Asahi (DE-262) in servizio 1955-1975 e ceduto alle  Filippine
- USS Atherton (DE-169) - ribattezzato Hatsuhi (DE-263) in servizio 1955-1975 e ceduto alle  Filippine

 Paesi Bassi

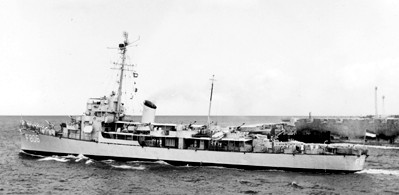
Il cacciatorpediniere olandese Jan van Amstel

- USS Burrows (DE-105) - ribattezzato Van Amstel (F 806); in servizio 1950-1968
- USS Rinehart (DE-196) - ribattezzato Hr.Ms. De Bitter (F 807); in servizio 1950-1967
- USS Gustafson (DE-182) - ribattezzato Hr.Ms. Van Ewijck (F 808); in servizio 1950-1967
- USS O'Neill (DE-188) - ribattezzato Hr.Ms. Dubois (F 809) in servizio 1950-1967
- USS Eisner (DE-192) - Hr.Ms. De Zeeuw (F 810) in servizio 1950-1967[8]
- USS Stern (DE-187) - ribattezzato Hr.Ms.Van Zijll (F 811) in servizio 1950-1967[9]

 Italia
- USS Wesson (DE-184) - ribattezzato Andromeda (F 592); in servizio 1951 - 1972
- USS Thornhill (DE-195) - ribattezzato Aldebaran (F 590); in servizio 1951 - 1976
- USS Gandy (DE-764) - ribattezzato Altair (F 591); in servizio 1951 - 1971

 Perù
- USS Bangust (DE-739) - ribattezzato BAP Castilla (D-1);[10] in servizio 1951-1979 in servizio 1951-1979
- USS Waterman (DE-740) - ribattezzato BAP Aguirre;[11] in servizio 1951-1974
- USS Weaver (DE-741) - ribattezzato BAP Rodríguez (D-3);[12] in servizio 1951-1979

 Filippine
- USS Amick (DE-168) - ribattezzato BRP Datu Sikatuna (PF-5); demolito nel 1989
- USS Atherton (DE-169) - ribattezzato BRP Rajah Humabon (PF-11); attualmente è ancora in servizio
- USS Booth (DE-170) - ribattezzato BRP Datu Kalantiaw (PS-76); affondato durante un tifone nel 1981

 Taiwan
- USS Thomas (DE-102) - ribattezzato ROCN T'ai Ho (DE-23)
- USS Bostwick (DE-103) - ribattezzato ROCN T'ai Tsang (D-24)
- USS Breeman (DE-104) - ribattezzato ROCN T'ai Hu (D-25)
- USS Carter (DE-112) - ribattezzato ROCN T'ai Zhao (D-26)

 Thailandia
- USS Hemminger (DE-746) - ribattezzato HTMS Pin Klao (413)

#### Unità della Marina Militare Italiana

Le tre unità italiane in banchina; da sinistra Andromeda, Altair, Aldebaran

Nell'ambito del Mutual Defense Assistance Program tre unità di questa classe vennero trasferite dagli Stati Uniti d'America all'Italia. Le tre unità entrarono in servizio nella Marina Militare nel 1951 insieme alle unità classe Artigliere nel quadro di un programma di potenziamento navale avviato nel 1950 e vennero classificate inizialmente avviso scorta, nel 1957 fregate, e a partire dal 1962 corvette. I nomi di queste tre navi erano:
- USS Wesson - ribattezzato Andromeda; demolito nel 1972
- USS Thornhill - ribattezzato Aldebaran; demolito nel 1976
- USS Gandy - ribattezzato Altair; radiato nel 1971 e successivamente usato come nave appoggio incursori